# Pronasoona sylvatica
Pronasoona sylvatica là một loài nhện trong họ Linyphiidae.
Loài này thuộc chi Pronasoona. Pronasoona sylvatica được Alfred Frank Millidge miêu tả năm 1995.